# Alice Rey Colaço
Alice Rey Colaço (Lisboa, 11 de julio de 1890-Lisboa, 13 de junio de 1978) fue una pintora, ilustradora modernista, cantante de ópera, escenógrafa y diseñadora de vestuario portuguesa.

## Biografía
Alice Schmidt Lafourcade Rey Colaço nació en casa de su familia, en la Rua da Lapa, nº 70, en Lisboa, en 1890, siendo hija del pianista y compositor Alexandre Rey Colaço y de Alice Schmidt Constant Lafourcade, hija del cónsul alemán en Valparaíso, Chile, Hermann G. Schmidt y la francesa Marie Alice Constant Lafourcade. Fue la segunda de las cuatro hijas de la pareja, siendo hermana de las pianistas Jeanne y Maria Rey Colaço y de la actriz Amélia Rey Colaço. Era tía de la actriz Mariana Rey Monteiro, y también era pariente del pintor y ceramista Jorge Colaço, casada con la poeta Branca de Gonta Colaço y padre de la escultora Ana de Gonta Colaço y del escritor Tomás Ribeiro Colaço. Siendo miembro de una de las familias más cultas y respetadas de la burguesía lisboeta, este factor hizo que Alice y sus hermanas tuvieran una sólida formación artística y cultural, participando a menudo en veladas, recitales, obras de teatro y espectáculos de danza desde temprana edad, desarrollándose así su faceta artística.

### Formación artística y carrera profesional

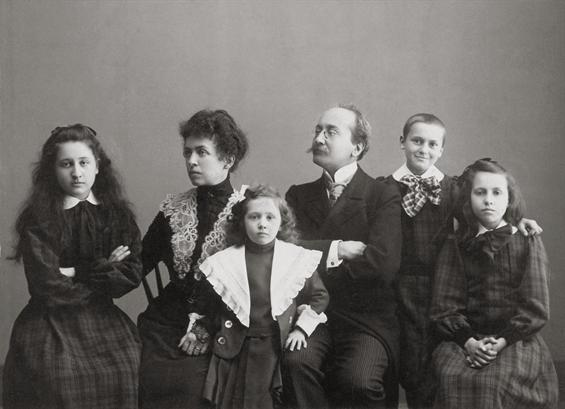
La familia Rey Colaco, de izquierda a derecha: Maria Rey Colaço, Alice Lafourcade, Amélia Rey Colaço, Alexandre Rey Colaço, Jeanne Rey Colaço y Alice Rey Colaço (1905)

Aunque no se sabe el año exacto, muy tempranamente fue discípula de Columbano Bordalo Pinheiro, renombrado pintor naturalista y realista con quien convivió a menudo la familia, y de Carlos Reis, maestro del rey Carlos I y la reina D. Amélia, continuando sus estudios artísticos en París y Berlín.
De vuelta en Portugal, en 1913, comenzó a exponer su obra y realizó su primera exposición en el Salón de la Ilustración Portuguesa, en sociedad con su amiga y artista Mily Possoz. Las dos pintoras realizaron varias exposiciones juntas en los años siguientes, a saber, en la II Exposición de Modernistas, en Oporto, en 1916, y en el Salón Bobone, en 1919. Las obras que presentó ya mostraban su predilección por los motivos y figuras populares como las varinas (vendedoras de pescado) y las vendedoras de fruta, profundizando en los temas de la vida cotidiana en su exposición individual realizada en 1922.
También dotada para la música, asistió al Conservatorio Nacional de Música, junto a sus hermanas Jeanne y Maria, y actuó en 1916 como cantante lírica en la Sala do Automóvel Club, acompañada por su padre, Alexandre Rey . Colaço, donde cantó el lieder de Beethoven. En abril de 1917 volvió a actuar, esta vez en el Grémio Literário de Lisboa, donde cantó temas de Schubert y Debussy.
A partir de 1918 se dedicó principalmente a la ilustración, donde mostró su preferencia por los temas relacionados con la naturaleza y las costumbres o tradiciones populares, como lo demuestran las numerosas ilustraciones que realizó en diversas postales y revistas, como Illustrator Portuguesa o ABC: revista portuguesa., así como para libros de varios autores y dramaturgos, como "João Pateta" (1922) de Adolfo Coelho, "Los lobos: tragedia rústica en tres partes" (1919) de Francisco Lage y João Correia d'Oliveira o "Cuentos y leyendas de nuestra tierra" (1924) y "Tierra portuguesa" (1926) de Maria da Luz Sobral, entre otros. En estas obras, las figuras que diseñó tenían cuerpos esbeltos, rostros alegres sin contornos y ropas sin texturas, lo que la situó al frente de la generación modernista en Portugal. Las características etnográficas y sociales que están presentes en su obra llevaron a que la serie de postales que creó fueran apropiadas por el Estado Novo en sus campañas propagandísticas, concretamente por la Secretaría Nacional de Información (SNI) y la Secretaría Nacional de Propaganda (SPN).
Simultáneamente, comenzó a trabajar como diseñadora de vestuario y escenografía, integrando un grupo de artistas innovadores que introdujeron una nueva estética teatral en Portugal. En ese contexto, colaboró con José Leitão de Barros, Maria Adelaide de Lima Cruz, Jorge Barradas y Milly Possoz, y formó parte de los equipos técnicos de las obras de teatro "Sonho de Uma Noite de Agosto" (1919), protagonizada por su Hermana Amélia Rey Colaço, "Zilda" de Alfredo Cortez (1921) o "Os Cegos" de Francisco Lage y João Correia d'Oliveira (1923). Polifacético, también colaboró en el cine portugués, habiendo realizado los gráficos de los intertítulos de la película muda "Os Lobos" (1923), dirigida por Rino Lupi.

## Exposiciones
- 1913 - Salón Portugués de Ilustración con la artista Mily Possoz.
- 1916 - Galeria das Artes de Lisboa y otras exposiciones organizadas por el arquitecto José Pacheko, junto a Jorge Barradas, Almada Negreiros y Stuart Carvalhais.[23]
- 1916 - 2ª Exposición de Modernistas, en Oporto .
- 1919 - Salón Bobone, nuevamente junto a Mily Possoz.[24]
- 1919 - III Salón de Humoristas, en Oporto.
- 1919 - XVI Salón de Pintura, Escultura y Arquitectura de la Sociedad Nacional de Bellas Artes.[25]
- 1922 - Galería de Arte en Lisboa.

## Breve selección de obras

### Ilustraciones
- A partir de 1910 - Série de Postais "Os Pregões de Lisboa"
- 1919 - "Cantigas de Portugal" de Alexandre Rey Colaço
- 1919 - "Os lobos, tragédia rústica em três actos" de Francisco Lage e João Correia d'Oliveira.[26][27]
- 1922 - "João Pateta" de Adolfo Coelho.[28]
- 1924 - "Contos e lendas da nossa terra para crianças" de Maria da Luz Sobral e Carolina Michaelis de Vasconcelos.[29]
- 1926 - "Terra portuguesa" de Maria da Luz Sobral.[30]

### Diseñadora de vestuario y escenógrafa
- 1919 - Diseña el vestuario de su hermana Amélia Rey Colaço para la obra "Sueño de una noche de agosto" de Gregorio Martínez Sierra.[31]
- 1921 - Diseña la escenografía de la obra "A casa da doll" en el Teatro Nacional de São Carlos.[32]
- 1921 - Diseña la escenografía para la obra "Zilda" del dramaturgo y magistrado Alfredo Cortês.[33][34]
- 1923 - Diseña la escenografía de la obra "Os Cegos" de Francisco Lage y Joaquim Correia d'Oliveira.[35]
- 1923 - Diseña el vestuario de la obra "A Dama das Camélias", obra de Alexandre Dumas, producida por la Compañía de Teatro Rey Colaço.[36]

## Legado y Homenajes
- Sus obras se pueden encontrar en colecciones privadas o de museos, y es posible ver algunos ejemplos en el Museo Nacional de Teatro y Danza o en el Museo Nacional de Arte Contemporáneo de Chiado en Lisboa.
- En 2018, varios libros ilustrados por Alice se exhibieron en el Museo Calouste Gulbenkian, como parte de una exposición dedicada a los "Ilustradores modernistas de principios del siglo XX".
- En 2019, su obra formó parte de la nueva exposición "As Mulheres na Colecção Moderna. De Sonia Delaunay a Ângela Ferreira 1916-2018”, comisariada por Patrícia Rosas, que utilizó la colección de la Fundación Calouste Gulbenkian para exhibir obras de Alice Rey Colaço, Sarah Afonso y Raquel Roque Gameiro, entre otros nombres.
- En el mismo año, se realizó una exposición en conmemoración del "120 aniversario del nacimiento de Amélia Rey Colaço" en el Teatro Nacional D. Maria II, que presentó parte de la colección fotográfica y personal realizada por Alice.

## Vida personal
En 1924 se casó con Horácio Paulo Menano, médico, naturalista y profesor universitario, hermano del compositor e intérprete de la canción de Coimbra António Menano. Ese mismo año, Alice cesó su actividad como artista visual, dedicándose exclusivamente a su familia y a su carrera en el canto lírico. Tuvo cuatro hijos de su matrimonio, Horacio (1925), Cecília (1926), Manuel (1928) e Isabel (1932). Murió en Lisboa, el 13 de junio de 1978, a la edad de 85 años. Está enterrada en el cementerio de Prazeres.